# 사회민주주의 정당 목록
이 문서는 세계의 사회민주주의 정당들의 목록이다. 지역 정당은 그 나라 목록에 표시되어 있지 않고 따로 표기되어있다.

## 현존하는 사회민주주의 정당

### 가
그리스
- 범그리스 사회주의 운동

 가나
- 국민민주회의

### 나
남아프리카 공화국
- 아프리카 국민회의

 노르웨이
- 노르웨이 노동당

 뉴질랜드
- 뉴질랜드 노동당

### 다
대한민국
- 녹색정의당

 덴마크
- 사회민주당

 독일
- 사회민주당

 동티모르
- 독립혁명전선(FRETILIN)
- 재건국민회의(CNRT)

### 라
러시아
- 공정 러시아

 루마니아
- 사회민주당

 리투아니아
- 리투아니아 사회민주당

### 마
멕시코
- 제도혁명당 (과거)
- 민주혁명당

 몽골
- 몽골 인민당

 몰타
- 노동당 (몰타)

 미국
- 노동가족당

### 바
버몬트 주 ( 미국의 주)
- 버몬트 진보당

 베네수엘라
- 새 시대
- 베네수엘라 사회민주당
- 베네수엘라 사회주의 운동

 보스니아 헤르체고비나
- 보스니아 헤르체고비나 사회민주당

 북아일랜드 ( 영국 연방의 일부)
- 신페인
- 사회민주노동당

 브라질
- 노동자당
- 브라질 사회당
- 인민사회당
- 민주노동당

### 사
세르비아
- 세르비아 사회당
- 민주당
- 사회민주당

 스웨덴
- 스웨덴 사회민주노동당

 슬로베니아
- 방향 - 사회 민주
- 사회민주당

 스위스
- 스위스 사회민주당

 스코틀랜드 ( 영국 연방의 일부)
- 스코틀랜드 국민당

 스페인
- 스페인 사회노동당

 싱가포르
- 노동당 (싱가포르)

### 아
아프가니스탄
- 아프간 사회민주당

 인도네시아
- 인도네시아 단결당

 아루바
- 국민선거운동

 아르메니아
- 아르메니아 혁명 연맹

 아르헨티나
- 정의당
  - 승리를 위한 전선
- 프렌테 암플리오 우넨
  - 급진시민연합
  - 사회당

 아제르바이잔
- 사회민주당

 안도라
- 사회민주당

 알바니아
- 알바니아 사회당
- 통합 사회운동당
- 알바니아 사회민주당

 알제리
- 사회주의 세력 전선

 앙골라
- 앙골라 인민 해방 운동

 영국
- 노동당
- 사회민주당 (영국)

 오스트레일리아
- 오스트레일리아 노동당

 오스트리아
- 오스트리아 사회민주당 (SPÖ)

 올란드 제도 ( 핀란드의 자치령)
- 올란드 사회민주당

 이스라엘
- 이스라엘 노동당
- 메레츠

 이탈리아
- 민주당
- 이탈리아 사회당 (2007년)

 인도
- 인도 국민 회의

 일본
- 사회민주당

### 자
자메이카
- 인민민족당

 조선민주주의인민공화국
- 조선사회민주당 (위성정당)

 중화인민공화국
- 중국 국민당 혁명위원회 (위성정당)

 중화민국
- 민주진보당

### 차
칠레
- 사회당
- 사회민주급진당

### 카
카자흐스탄
- 전국사회민주당

 캐나다
- 신민주당

 퀘벡 ( 캐나다의 일부)
- 퀘벡 블록
- 퀘벡당

### 타
튀르키예
- 공화인민당

 태국
- 전진당

 튀니지
- 헌법민주연합

### 파
파키스탄
- 파키스탄 인민당

 팔레스타인
- 파타당

 포르투갈
- 사회당

 프랑스
- 사회당, 좌익급진당

 핀란드
- 핀란드 사회민주당

### 하
홍콩 ( 중화인민공화국의 자치구)
- 민주파
  - 공당
  - 사회민주련선

### 국제
유럽 정당
- 유럽 사회당

 유럽
- 사회민주진보동맹

## 같이 보기
- 나라별 정당 목록
- 보수주의 정당 목록
- 사회자유주의 정당 목록
- 정당 목록
- 진보동맹
- 사회주의 인터내셔널
- 사회민주주의